# Линдзи Вон
Линдзи Керълайн Вон (на английски: Lindsey Caroline Vonn) е американска състезателка по ски алпийски дисциплини, олимпийска шампионка в спускането от Ванкувър 2010, двукратна световна шампионка от Вал д'Изер 2009, четирикратна носителка на Световната купа (2008, 2009, 2010, 2012). Има също бронзов медал в супер-гигантския слалом от Ванкувър 2010 и сребърни в супер-гигантския слалом от световните първенства в Оре (2007) и спускането в Оре и Гармиш-Партенкирхен (2011). 
Дебютира за Световната купа на 18 ноември 2000 година на състезание по слалом в Парк Сити, Юта, САЩ. 

## Състезателна кариера

### Световна купа
Към 10 март 2012 г. Вон има 52 победи за Световната купа – 25 в спускането, осемнадесет в супер-гигантския слалом, две в гигантския слалом, две в слалома и пет в супер-комбинацията. Първата си победа печели на спускането в Лейк Луис, Канада, на 3 декември 2004 година. 90 пъти завършва сред първите три в състезания за Световната купа.  52-те ѝ победи я правят третата най-успешна състезателка по ски алпийски дисциплини след Ане-Мари Мозер-Прьол с 62 победи и Френи Шнайдер с 55. 
През сезон 2010/11 печели единадесет състезания, което е рекорд за американски състезател. Единствено Френи Шнайдер има повече спечелени състезания за един сезон – четиринадесет през 1988/89, а Анемари Мосер-Прьол и Аня Першон имат също по единадесет. 
В първия старт за сезон 2011/12 в Зьолден, Австрия, Линдзи Вон печели гигантския слалом и става петата скиорка, която е печелила победи във всичките пет алпийски дисциплини.  Със спечелването на четвъртия си Голям кристален глобус през сезон 2011/12 Линдзи Вон става първата американка с такъв брой победи в генералното класиране за Световната купа, като измества Фил Маре. Единствено Ане-Мари Мозер-Прьол има повече спечелени световни купи – шест. 

### Олимпийски игри и световни първенства
Участва на три зимни олимпийски игри – в Солт Лейк Сити през 2002 (в слалома и комбинацията), Торино 2006 (във всички дисциплини без гигантския слалом) и Ванкувър 2010 (във всички дисциплини). 
Участва на четири световни първенства – в Санта Катерина, Италия, през 2005 (две четвърти места в спускането и комбинацията), в Оре през 2007 (два сребърни медала в спускането и супер-гигантския слалом), във Вал д'Изер през 2009 (два златни медала в спускането и супер-гигантския слалом) и в Гармиш-Партенкирхен през 2011 (сребърен медал в спускането). 

## Други
Заедно с Тед Лигети Линдзи Вон рекламира стартовете за Световната купа в Банско през 2012 година. 